# Кулоновская блокада
Кулоновская блокада — блокирование прохождения электронов через квантовую точку, включённую между двумя туннельными контактами, обусловленное отталкиванием электронов в контактах от электрона на точке, а также дополнительным кулоновским потенциальным барьером, который создаёт электрон, находящийся на точке. Аналогично тому, как поле ядерных сил при альфа распаде препятствует вылету альфа-частицы, кулоновский барьер препятствует вылету электрона из точки, а также попаданию новых электронов на неё. Экспериментально кулоновская блокада проявляется как пикообразная зависимость проводимости точки от потенциала точки, то есть от напряжения на дополнительном электроде (затворе).
Это явление наблюдается тогда, когда кулоновская энергия e²/2C (обусловленная даже одним электроном с зарядом e; C — ёмкость точки) квантовой точки заметно больше, чем температура и расстояние между уровнями квантовой точки.
Понять это явление можно следующим образом. Пусть с помощью дополнительного электрода потенциал точки установлен в V, и на точке находятся N дополнительных электронов. Пусть C — ёмкость точки. Тогда, чтобы перенести на точку дополнительный электрон, нужно совершить работу
{\displaystyle {\frac {(N+1)^{2}e^{2}}{2C}}-{\frac {N^{2}e^{2}}{2C}}-eV+\delta \epsilon =e\left[\left(N+{\frac {1}{2}}\right)e/C-V\right]+\delta \epsilon ,}
где {\displaystyle \delta \epsilon } — дополнительная энергия, обусловленная разностью уровня Ферми электронов на точке и в контактах. При определённом подборе напряжения на затворе и относительных положений уровней Ферми контактов и точки выполняют соотношение {\displaystyle \left(N+{\frac {1}{2}}\right)e/C-V=0}, {\displaystyle \delta \epsilon =0}, то есть потенциальный барьер для перехода электрона из контакта в точку исчезает. Это и наблюдается как пик в проводимости точки. Из-за конечной температуры точки уровень Ферми в контактах слегка размыт, это делает ширину пиков кулоновской блокады конечной. То есть обычно ширина пика в единицах eV порядка температуры точки в единицах {\displaystyle k_{B}T}.